# Daniel Islas Arroyo
Alejandro Daniel Islas Arroyo (Città del Messico, 24 maggio 1992) è un tuffatore messicano.

## Biografia
Ha rappresentato il Messico ai Giochi olimpici estivi di Londra 2012 dove si è classificato ventitreesimo nel concorso dei tuffi dal trampolino 3 metri.
Alle Universiadi di Gwangju 2015 ha vinto la medaglia di bronzo nel trampolino 3 metri.

## Palmarès
- Universiadi

Gwangju 2015: bronzo nel trampolino 3 m;